# Afrotis afra
El sisón negro alioscuro (Afrotis afra) es una especie de ave otidiforme de la familia Otididae endémica de Sudáfrica. Habita en el fynbos de tierras bajas y zonas de renosterveld. Se encuentra amenazada por la pérdida de su hábitat natural.